# Коли Китай зустрівся з Африкою
Коли Китай зустрівся з Африкою — документальний фільм 2010 року Ніка та Марка Френсіса. У фільмі показане життя китайського фермера, будівельника доріг і міністра торгівлі Замбії.
Над фільмом працювали BBC Storyville, Arte France, VPRO, Інститут Санданса, CNC, Media Fund, Speakit Films і Zeta Productions. Фільм показували на міжнародних кінофестивалях, зокрема в Роттердамі, Мюнхені, Готберзі і в Нью-Йорку, де він завоював приз як найкращий фільм.
The Guardian охарактеризував фільм як такий, що відкриває очі, втілює у конкретні образи загальновідому заяложену істину, про те що Китай є новою економічною супердержавою а «Таймс» — як рідкісний глибокий погляд на одну з найважливіших економічних подій нашого часу. Фільм також згадували у засобах масової інформації, зокрема в CNN, The Economist та The Atlantic.

## Виробництво
Під час роботи над «Чорним золотом» Марк Френсіс і Нік Френсіс зустріли групу китайських робітників, які будували дорогу на півдні Ефіопії. Ця подія зумовила питання про роль Китаю як зростаючої наддержави.
Кілька років по тому, команда приїхала до Замбії в розпалі президентських виборів, коли лідер опозиції проводив агітацію проти Китаю. Працювати стало важче, але протягом наступних місяців знімальна група провела більш ніж 100 зустрічей з китайцями, які жили і працювали в Замбії, зокрема з керівниками будівництва, власниками ресторанів, фермерами, туристичними агентами, працівниками, генеральними директорами і урядовцями. З цих інтерв'ю вибрали трьох головних героїв для фільму.
Серед труднощів, що виникли під час виробництва фільму, було безліч діалектів, якими говорили герої фільму, що ускладнювало розуміння. Знімальна група часто не знала, про що говорили герої, аж поки не отримали транскрипти після повернення до Великої Британії.